# Uroczyska Kujańskie
Uroczyska Kujańskie este o arie protejată (sit de importanță comunitară — SCI) din Polonia întinsă pe o suprafață de 1.018,16 ha, integral pe uscat.

## Localizare
Centrul sitului Uroczyska Kujańskie este situat la coordonatele 53°23′28″N 17°12′08″E / 53.3911°N 17.2023°E.

## Înființare
Situl Uroczyska Kujańskie a fost declarat sit de importanță comunitară în octombrie 2009 pentru a proteja 1 specie de plante și 6 specii de animale.

## Biodiversitate
Situată în ecoregiunea continentală, aria protejată conține 12 habitate naturale: Ape puternic oligomezotrofe cu vegetație bentonică cu Chara spp., Lacuri eutrofice naturale cu vegetație de tip Magnopotamion sau Hydrocharition, Lacuri și iazuri distrofice naturale, Fânețe de joasă altitudine (Alopecurus pratensis, Sanguisorba officinalis), Mlaștini turboase de tranziție și turbării mișcătoare, Izvoare petrifiante cu formare de travertin (Cratoneurion), Păduri de fag Luzulo-Fagetum, Păduri de stejar sau de stejar și carpen sub-atlantice și medio-europene de Carpinion betuli, Păduri de stejar și carpen Galio-Carpinetum, Păduri acidofile de stejar bătrân cu Quercus robur pe câmpii nisipoase, Mlaștini împădurite, Păduri aluvionare cu Alnus glutinosa și Fraxinus excelsior (Alno-Padion, Alnion incanae, Salicion albae).
La baza desemnării sitului se află mai multe specii protejate:
- plante (1): Hamatocaulis vernicosus
- amfibieni (1): buhai de baltă cu burta roșie (Bombina bombina)
- mamifere (2): castor (Castor fiber), vidră de râu (Lutra lutra)
- nevertebrate (3): libelule (Leucorrhinia pectoralis), Ophiogomphus cecilia, Osmoderma eremita